# Crosville-sur-Scie
Crosville-sur-Scie je francouzská obec v departementu Seine-Maritime v regionu Normandie. Žije zde 233 obyvatel.

## Poloha obce

### Sousední obce
| Růžice kompasu | Manéhouville           | Anneville-sur-Scie |             | Růžice kompasu |
| Růžice kompasu | Bertreville-Saint-Ouen | Sever              | La Chaussée | Růžice kompasu |
| Růžice kompasu | Bertreville-Saint-Ouen | Crosville-sur-Scie | La Chaussée | Růžice kompasu |
| Růžice kompasu | Bertreville-Saint-Ouen | Jih                | La Chaussée | Růžice kompasu |
| Růžice kompasu | Lintot-les-Bois        | Dénestanville      |             | Růžice kompasu |